# Poulan-Pouzols
Poulan-Pouzols is een gemeente in het Franse departement Tarn (regio Occitanie) en telt 439 inwoners (2011). De plaats maakt deel uit van het arrondissement Albi.

## Geografie
De oppervlakte van Poulan-Pouzols bedraagt 11,9 km², de bevolkingsdichtheid is 36,9 inwoners per km².
De onderstaande kaart toont de ligging van Poulan-Pouzols met de belangrijkste infrastructuur en aangrenzende gemeenten.

## Demografie
Onderstaande figuur toont het verloop van het inwonertal (bron: INSEE-tellingen).